# Cyclocross-Weltmeisterschaften 1983
Die Cyclocross-Weltmeisterschaften 1983 wurden am 19. und 20. Februar in Birmingham ausgetragen. Schauplatz war der Sutton Park.

## Ergebnisse

### Profis
| Platz | Land        | Sportler           |
| ----- | ----------- | ------------------ |
| 1     | Belgien     | Roland Liboton     |
| 2     | Schweiz     | Albert Zweifel     |
| 3     | Deutschland | Klaus-Peter Thaler |

### Amateure
| Platz | Land             | Sportler               |
| ----- | ---------------- | ---------------------- |
| 1     | Tschechoslowakei | Radomír Šimůnek        |
| 2     | Belgien          | Werner Van Der Fraenen |
| 3     | Tschechoslowakei | Petr Klouček           |

### Junioren
| Platz | Land             | Sportler        |
| ----- | ---------------- | --------------- |
| 1     | Tschechoslowakei | Roman Kreuziger |
| 2     | Niederlande      | Martin Hendriks |
| 3     | Tschechoslowakei | Peter Hric      |